# Karumandi Chellipalayam
Karumandi Chellipalayam es una ciudad y nagar Panchayat situada en el distrito de Erode en el estado de Tamil Nadu (India). Su población es de 23868 habitantes (2011).

## Demografía
Según el censo de 2011 la población de Karumandi Chellipalayam era de 23868 habitantes, de los cuales 11652 eran hombres y 12216 eran mujeres. Karumandi Chellipalayam tiene una tasa media de alfabetización del 82,38%, inferior a la media estatal del 80,09%: la alfabetización masculina es del 88,60%, y la alfabetización femenina del 76,50%.